# Киченица
Киченица (болг. Киченица) — село в Болгарии. Находится в Разградской области, входит в общину Разград. Население составляет 890 человек.

## Политическая ситуация
В местном кметстве Киченица, в состав которого входит Киченица, должность кмета (старосты) исполняет Хожгюн Наджи Исмаил (Движение за права и свободы (ДПС)) по результатам выборов правления кметства.
Кмет (мэр) общины Разград — Денчо Стоянов Бояджиев (инициативный комитет) по результатам выборов в правление общины.